# Zeal
Zeal war ein Webverzeichnis, das von freiwilligen Helfern betreut wurde. Es wurde im Jahr 1999 gegründet und bereits im Oktober 2000 für 20 Millionen Dollar an LookSmart verkauft. Nach der Übernahme kamen zu der Masse der freiwilligen auch bezahlte Kräfte, die Websites nach Themen hierarchisch ordneten. Diese Daten wurden von LookSmart und dessen Partner sowie einer Reihe von Suchmaschinen wie MSN, Lycos oder Altavista genutzt.
Zeal wurde am 28. März 2006 abgeschaltet.